# 格奥尔吉·伊谢尔松
格奥尔吉·萨莫伊洛维奇·伊谢尔松（俄语：Георгий Самойлович Иссерсон，1898年6月16日—1976年4月27日）苏军上校，大纵深作战理论主要创始人之一。

## 生平
生于犹太医生家庭。1919年，加入苏俄共产党。1916年，毕业于彼得堡士官学校后，参加第一次世界大战。1918年夏，志愿加入苏俄工农红军。1918-1921，在第6集团军政治部服役，后任步兵第159团军事委员、步兵第154团副团长。1921—1924，在工农红军军事学院学习。1923年3月 — 1924年2月，任西方面军司令部情报部长。1925—1927，担任列宁格勒军区司令部作战部长。1927—1930，担任第10步兵军参谋长。从1929年起在伏龙芝军事学院工作： 1930—1931，获得研究生学历；1931—1932，留校担任教师； 1932—1933，任战役系主任。1933—1936，任白俄罗斯军区步兵第5军步兵第4师师长。1936，担任苏军总参谋部一部副部长。1936—1937，苏军总参军事学院战役法教研室主任。1939年12月17日至12月30日，苏联陆军第7集团军参谋长 。1940—1941，等待苏联国防人民委员会分配。1941年6月7日被逮捕，1942年1月21日被伏尔加军事法院判处死刑，后减为10年徒刑及5年流放。1955年6月1日被恢复名誉。1955年7月14日获释。1955年以上校军衔退役。去世后被安葬于新圣女公墓。

## 军衔
- 1935年：旅级指挥员；
- 1939年：师级指挥员；
- 1955年：上校；

## 著作
- 1931年《战役法的演变》(1937年增补再版)
- 1933年写的《大纵深战役原则》
- 《19世纪后半叶民族战争阶段的军事学术》(1933年)
- 《防御战役原则》(1938年)
- 《新斗争样式》(1940年)